# ولیکا رمتا
ولیکا رمتا (به لاتین: Velika Remeta) یک منطقهٔ مسکونی در کرواسی است که در استان خودمختار وویوودینا واقع شده‌است.